# Melanophryniscus sanmartini
Melanophryniscus sanmartini är en groddjursart som beskrevs av Miguel Angel Klappenbach 1968. Melanophryniscus sanmartini ingår i släktet Melanophryniscus och familjen paddor. IUCN kategoriserar arten globalt som nära hotad. Inga underarter finns listade i Catalogue of Life.